# Chelostoma bytinskii
Chelostoma bytinskii är en biart som först beskrevs av Mavromoustakis 1948.  Chelostoma bytinskii ingår i släktet blomsovarbin, och familjen buksamlarbin. Inga underarter finns listade i Catalogue of Life.